# Friedrich Mücke

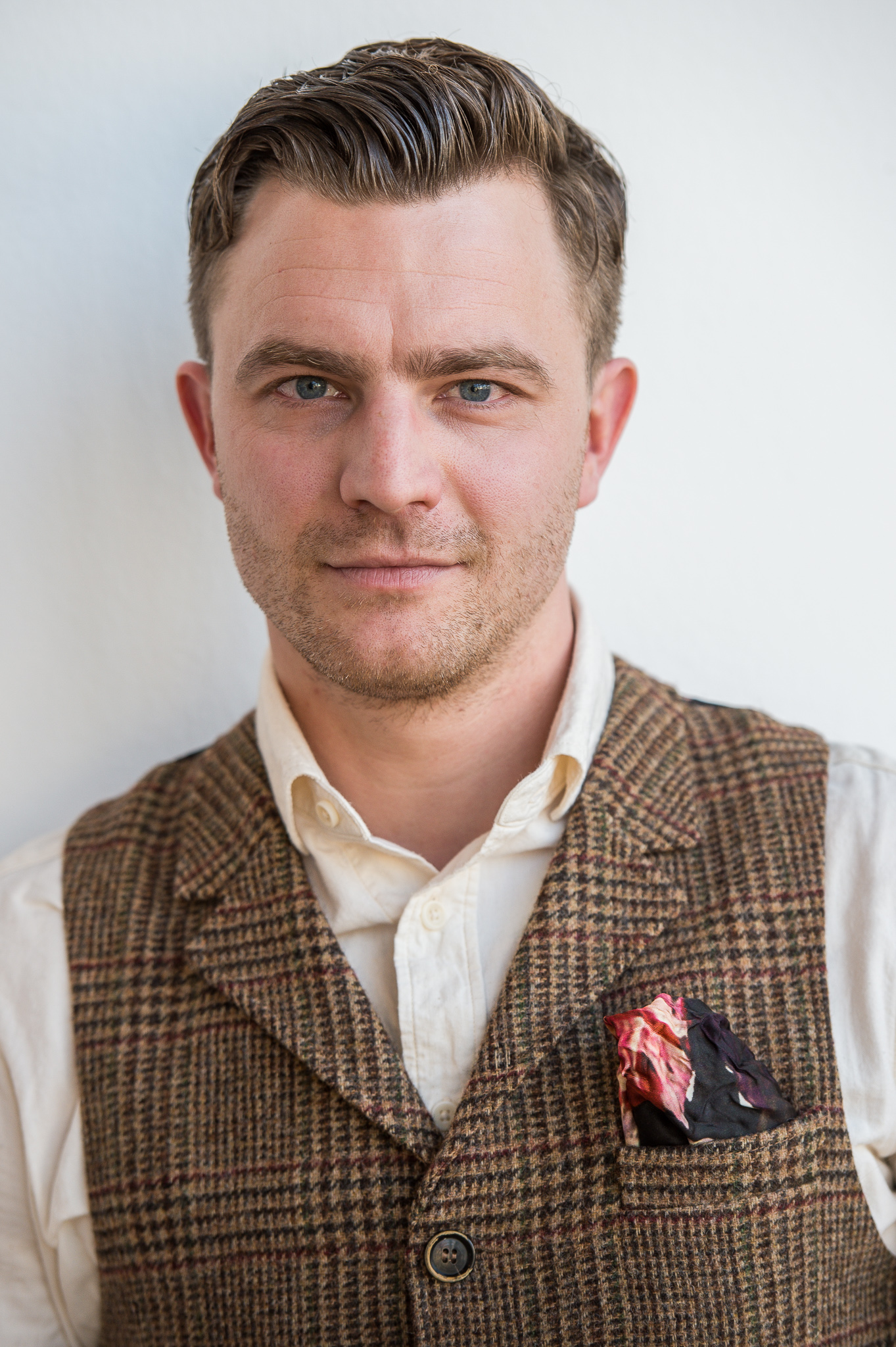
Friedrich Mücke, 2017

Friedrich Mücke (* 12. März 1981 in Ost-Berlin) ist ein deutscher Schauspieler und Synchronsprecher. Seinen Durchbruch hatte er 2010 als Veit in Markus Gollers Spielfilm Friendship!.

## Leben

### Frühe Jahre und Theater
Friedrich Mücke wuchs in Berlin-Prenzlauer Berg auf. Zwischen 1997 und 2002 spielte er Fußball in der Bistumsliga Berlin, wo er in der Saison 2001/2002 mit der Mannschaft von Pankow Blues die Meisterschaft errang. Von 2003 bis 2007 absolvierte er ein Studium an der Schauspielschule „Ernst Busch“ in Berlin. Von 2007 bis 2010 war er Ensemblemitglied am Münchner Volkstheater, wo er u. a. in Inszenierungen wie Don Karlos, Schilf (beide 2007), Peer Gynt, wohnen. unter glas (beide 2008), Hamlet (2009) und Anna Karenina (2010) spielte.

### Film und Fernsehen
Im Februar 1991 war Mücke unter der Regie von Günter Stahnke in der Zirkusserie Aerolina als Marcus Eigenwillig erstmals im Fernsehen zu sehen. 2006 spielte er in einer Gastrolle in der RTL-Serie Hinter Gittern – Der Frauenknast. Sein Kinodebüt gab er in einer Nebenrolle als Harald in Oliver Jahns schwarzer Komödie Die Eisbombe. Seinen Durchbruch hatte Mücke an der Seite von Matthias Schweighöfer mit der Hauptrolle des Veit in Markus Gollers Spielfilm Friendship!. Für seine schauspielerische Leistung wurde er 2009 mit dem Bayerischen Filmpreis als „Bester Nachwuchsschauspieler“ ausgezeichnet. 2010 spielte er in Percy und Felix Adlons deutsch-österreichischem Spielfilm Mahler auf der Couch den Architekten und „Bauhaus“-Gründer Walter Gropius.
2011 war Mücke in Schweighöfers Regiedebüt What a Man in einer Nebenrolle als Arzt zu sehen. 2012 agierte er ein weiteres Mal neben Schweighöfer in einer der Hauptrollen als russisch-jüdischstämmiger Mischa in der Literaturverfilmung Russendisko nach dem gleichnamigen Werk von Wladimir Kaminer. Ebenfalls 2012 verkörperte er in dem deutsch-österreichischen Historienfilm Ludwig II. mit Sabin Tambrea in der Titelrolle den homosexuellen Stallmeister Richard Hornig, der sich dem bayerischen Märchenkönig annähert und mit ihm ein kurzes Verhältnis eingeht. 2014 folgte eine erneute Zusammenarbeit mit Matthias Schweighöfer für dessen produzierte Kinokomödie Vaterfreuden, in der er seinen Filmbruder Henne Bender spielte.
In den beiden auf dem Pay-TV-Sender TNT Serie ausgestrahlten Fernsehserien Add a Friend (2012 bis 2014) und Weinberg (2015) übernahm Mücke jeweils die Hauptrolle. In Friedemann Fromms Fernsehdrama Unter der Haut verkörperte er an der Seite von Karoline Schuch den Pharma-Pressereferenten Martin Seidler. Diese Rolle brachte ihm den Jupiter-Award in der Kategorie „Bester deutscher TV-Darsteller“ ein.

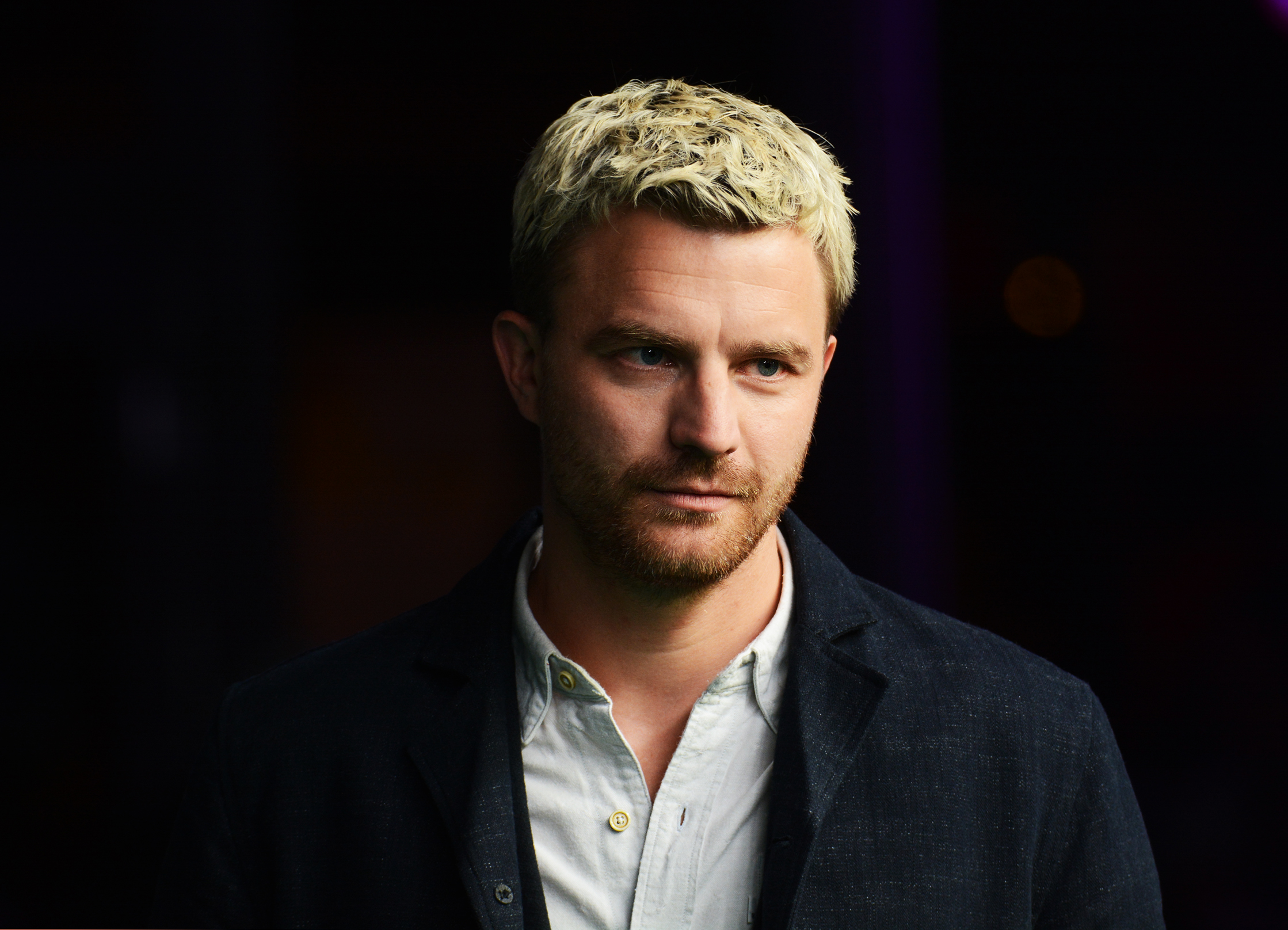
Friedrich Mücke, 2018

Karoline Herfurth besetzte Mücke neben sich selbst in ihrem Regiedebüt SMS für Dich als Zeitungsjournalist Mark in der Hauptrolle. 2018 war er ihn Michael Herbigs Kinothriller Ballon als Peter Strelzyk in der Hauptrolle zu sehen. In Sebastian Markas dystopischen Fernsehfilm Exit übernahm er 2020 als Start-up-Unternehmer Linus die Hauptrolle. Beim 2022 veröffentlichten Episodenfilm Wunderschön arbeitete er erneut unter der Regie von Karoline Herfurth.
Mehrfach spielte Mücke im Tatort mit. Sein Debüt gab er 2011 in einer Episodenhauptrolle als Soldat Philipp Weitershagen im Tatort: Heimatfront der Saarländer Kommissare Kappl und Deininger. 2013 und 2014 spielte er in zwei Folgen den Erfurter Kriminalhauptkommissar Henry Funck. Er bildete zusammen mit Benjamin Kramme und Alina Levshin das Ermittlertrio Funck, Schaffert und Grewel, das bis dahin jüngste Ermittlerteam der Tatort-Reihe. Nach der Ausstrahlung des zweiten Falls Ende 2014, der viele schlechte Kritiken erhielt, entschied er sich ebenso wie seine Schauspielkollegin Alina Levshin (Grewel), aus der Krimireihe auszusteigen. In dem an Neujahr 2020 erstausgestrahlten Tatort: Das Team stellt er sich in der Rolle des Sascha Ziesing als Serienmörder heraus, der mehrere Polizeikollegen ermordet hat, darunter während der Episode die Figur der Nadeshda Krusenstern aus der Tatort-Reihe Thiel und Boerne.
Mücke betätigt sich neben seiner Arbeit vor der Kamera auch als Synchronsprecher, u. a. lieh er 2018 Eddie Redmayne in dem britischen Knetanimationsfilm Early Man – Steinzeit bereit seine Stimme und sprach 2019 die Titelrolle in dem 3D-Animationsfilm Manou – flieg’ flink!.

### Privates
Friedrich Mücke hat drei Kinder. Er ist der jüngere Bruder der Sängerin Elli Mücke, die 2003 an der deutschen Vorausscheidung zum Eurovision Song Contest 2003 mit der polnischen Pop-Band Ich Troje teilnahm. Er ist mit seiner Ensemblekollegin Barbara Romaner liiert, mit der er in mehreren Inszenierungen am Münchner Volkstheater auftrat.

## Filmografie

### Kinofilme
- 2008: Die Eisbombe
- 2010: Friendship!
- 2010: Mahler auf der Couch
- 2011: Die Farbe des Ozeans
- 2011: What a Man
- 2012: Russendisko
- 2012: Ludwig II.
- 2013: Staudamm
- 2013: Der Geschmack von Apfelkernen
- 2014: Vaterfreuden
- 2014: Bocksprünge
- 2014: Alles ist Liebe
- 2016: SMS für dich
- 2016: Robbi, Tobbi und das Fliewatüüt
- 2018: Ballon
- 2019: Wie gut ist deine Beziehung?
- 2022: Wunderschön
- 2024: Der Vierer
- 2025: Wunderschöner
- 2025: Das Kanu des Manitu

### Fernsehfilme
- 2009: Schreibe mir – Postkarten nach Copacabana
- 2015: Mordkommission Berlin 1
- 2015: Unter der Haut
- 2016: Am Abend aller Tage
- 2020: Exit
- 2020: Jackpot

### Fernsehserien und -reihen
- 1991: Aerolina (Folge Manege frei)
- 2006: Hinter Gittern – Der Frauenknast (Folge Entscheidung aus Liebe)
- 2011: Tatort: Heimatfront
- 2012–2014: Add a Friend (30 Folgen)
- 2013: Tatort: Kalter Engel
- 2014: Tatort: Der Maulwurf
- 2015: Weinberg (6 Folgen)
- 2017: Tatort: Der rote Schatten
- 2017: Bruder – Schwarze Macht (4 Folgen)
- 2019: Tatort: Falscher Hase
- 2020: Tatort: Das Team
- 2022: Funeral for a Dog (8 Folgen)
- 2022: Liberame (6 Folgen)

### Synchronrollen
- 2018: Early Man – Steinzeit bereit (Early Man) als Dug für Eddie Redmayne
- 2019: Manou – flieg’ flink! (Birds of a Feather) als Manou für Josh Keaton

## Auszeichnungen
- 2009: Bayerischer Filmpreis in der Kategorie Bester Nachwuchsschauspieler für Friendship!
- 2010: Video Champion in der Kategorie Artist Award
- 2016: Nominierung zum Deutschen Fernsehpreis für Weinberg und Mordkommission Berlin 1
- 2016: Jupiter in der Kategorie Bester deutscher TV-Darsteller für Unter der Haut
- 2016: Deutscher Regiepreis Metropolis für seine Darstellung in Unter der Haut, Mordkommission Berlin 1 und Weinberg